# Episodi de Il laboratorio di Dexter (terza stagione)
La terza stagione della serie animata Il laboratorio di Dexter, composta da 13 episodi, è stata trasmessa negli Stati Uniti su Cartoon Network dal 16 novembre 2001.
In Italia è stata trasmessa su Cartoon Network dal 18 novembre 2001 e ripresa dall'11 marzo al 27 marzo 2002.
| nº | Codice di produzione | Titolo originale                                                                  | Titolo italiano                                                                     | Prima TV USA      | Prima TV Italia  |
| -- | -------------------- | --------------------------------------------------------------------------------- | ----------------------------------------------------------------------------------- | ----------------- | ---------------- |
| 1  | 302                  | Streaky Clean / A Dad Cartoon / Sole Brother                                      | Scienziato senza macchia / Papà e le auto / Un fratello da piedi                    | 16 novembre 2001  | 18 novembre 2001 |
| 2  | 301                  | Mind Over Chatter / A Quakor Cartoon / Momdark                                    | Come leggere il pensiero / Il papero e la scimmia / Che fatica fare la mamma        | 16 novembre 2001  | 18 novembre 2001 |
| 3  | 304                  | Copping an Aptitude / A Failed Lab Experiment / The Grand-Daddy of All Inventions | Dexter va all'università / Un esperimento fallito / Il nonno di tutte le invenzioni | 30 novembre 2001  | 13 marzo 2002    |
| 4  | 305                  | Poppa Wheely / A Mom Cartoon / The Mock Side of the Moon                          | Un mito di papà / Una mamma imbattibile / L'altra faccia della luna                 | 18 gennaio 2002   | 14 marzo 2002    |
| 5  | 306                  | If Memory Serves / A Mandark Cartoon / Tele Trauma                                | Se la memoria non inganna / La giornata di Mandark / La teledipendenza              | 22 febbraio 2002  | 15 marzo 2002    |
| 6  | 305                  | A Boy Named Sue / Lab on the Run                                                  | La storia di Mandark / Tre robot in fuga                                            | 29 marzo 2002     | 18 marzo 2002    |
| 7  | 307                  | Dos Boot / A Dee Dee Cartoon / Would You Like That in the Can                     | Viaggio nel ciberspazio / Dee Dee e il suo mondo / Un'avventura pericolosa          | 7 giugno 2002     | 19 marzo 2002    |
| 8  | 308                  | That Magic Moment / A Silent Cartoon / Opposites Attract                          | La magia di un momento / Sfida a colori / Gli opposti si attraggono                 | 14 giugno 2002    | 20 marzo 2002    |
| 9  | 310                  | Comic Relief / A Third Dad Cartoon / Robo Dexo 3000                               | Avventura nei fumetti / Uno sport di precisione / Un nuovo robot                    | 21 giugno 2002    | 21 marzo 2002    |
| 10 | 311                  | Glove at First Sight / A Mom & Dad Cartoon / Smells Like Victory                  | Guanti provvidenziali / Un piccolo equivoco / Profumo di vittoria                   | 28 giugno 2002    | 22 marzo 2002    |
| 11 | 309                  | Oh, Brother / Another Dad Cartoon / Bar Exam                                      | Il bello di avere un fratello / Quando il gatto non c'è... / Mentire non conviene   | 5 luglio 2002     | 25 marzo 2002    |
| 12 | 313                  | Jeepers, Creepers, Where Is Peepers? / Go, Dexter Family, Go!                     | Avventura in un mondo immaginario / Una famiglia in azione                          | 12 luglio 2002    | 26 marzo 2002    |
| 13 | 312                  | Scare Tactics / A Mom Cartoon / My Dad vs. Your Dad                               | Papà, che paura! / I guanti di gomma / Padre contro padre                           | 20 settembre 2002 | 27 marzo 2002    |

## Un fratello ai piedi
- Titolo originale: Sole Brother

### Trama
Dexter, in seguito a un esperimento fallito, diventa accidentalmente il piede di Dee Dee e dovrà aspettare circa 24 ore per annullare la scomoda fusione e dovrà abituarsi a fare tutto ciò che fa la sorella, incluso partecipare a un saggio di danza, con esiti disastrosi, e addirittura dormire con lei. Il giorno seguente, Dexter decide di ripetere l' operazione per potersi separare da Dee Dee, l' esperimento sembra riuscire, ma Dee Dee si ritrova impiantate dietro la schiena le ali di un calabrone, mentre Dexter ha il pungiglione dell' insetto sul posteriore.

## Se la memoria non inganna
- Titolo originale: If Memory Serves

### Trama
Dexter ha costruito un sistema per conservare i  ricordi della sua infanzia, ma sua sorella Dee Dee lo distrae continuamente facendogli confusione in testa. Dopo aver impedito alla ragazza di toccare la macchina premendo il pulsante come è abituata a fare, mandandola fuori dal laboratorio, Dexter si ritrova in seguito a dover affrontare il suo rivale Mandark, per salvare la sua invenzione e il laboratorio.

## La storia di Mandark
- Titolo originale: A Boy Named Sue

### Trama
Il genio Mandark ovvero Susan racconta la sua imbarazzante vita con i suoi genitori hippie.

## Dee Dee e il suo mondo
- Titolo originale: A Dee Dee Cartoon

### Trama
Dee Dee usa la sua cameretta come laboratorio, in modo analogo a quello di Dexter.

## La magia di un momento
- Titolo originale: That Magic Moment

### Trama
L'irlandese Zio Fergie visita la famiglia di Dexter. Tutti in famiglia sono entusiasti, specialmente Dee Dee. Ma quando lo zio sceglie Dee Dee come assistente e la fa sparire con un trucco magico, Dexter si irrita e dovrà attendere un po' per riavere sua sorella indietro.

## Sfida a colori
- Titolo originale: A Silent Cartoon

### Trama
Primo episodio muto della serie, in cui le azioni di Dexter e Dee Dee sono accompagnate dalla musica. Dexter vorrebbe dipingere il laboratorio di blu, Dee Dee in rosa.

## Gli opposti si attraggono
- Titolo originale: Opposites Attract

### Trama
Dexter cerca di tenere sua sorella Dee Dee distante da lui, ma non ci riesce, perché lei è attirata da lui come una calamita e ciò lo infastidisce notevolmente.

## Avventura Fumetto
- Titolo originale: Comic Relief

### Trama
Dexter tenta di creare un fumetto personale, con antagonista Deestructa, una donna la cui personalità assomiglia a quella di sua sorella Dee Dee. Alla fine, Dexter capisce che Deestructa altri non è che  Dee Dee, che ha alterato notevolmente il fumetto e cerca di sfogare la sua ira verso la ragazza.

## Un piccolo equivoco
- Titolo originale: A Mom & Dad Cartoon

### Trama
Dexter e Dee Dee origliano per caso una conversazione dei loro genitori durante una partita di scarabeo, ma quando lui le chiede perché litighino, lei non sa rispondergli. Ad un certo punto la conversazione tra mamma e papà si fa più accesa, dando vita a un litigio, il che fa preoccupare notevolmente i ragazzi e fa immaginare loro una possibile crisi fra i loro genitori. Alla fine mamma e papà spiegano ai due fratellini che si tratta solo di una discussione circa la loro gioventù e che non c'è nessuna crisi tra di loro, quindi Dexter e Dee Dee si sono preoccupati per niente.

## Mentire non conviene
- Titolo originale: Bar Exam

### Trama
Dexter deve superare la sua insufficienza in ginnastica e per farlo è anche disposto a imbrogliare. Dee Dee è preoccupata, perché  imbrogliare è una bruttissima cosa, per questo la ragazza convince Dexter che può ottenere buoni risultati impegnandosi per davvero tramite un allenamento rigidissimo, in cui lei gli fa da personal trainer. Dexter riesce a superare l' insufficienza, ma venendo promosso alla classe seguente, con suo grande orrore, si ritrova proprio sua sorella come compagna di classe.

## Avventura in un mondo immaginario
- Titolo originale: Jeepers, Creepers, Where is Peepers?

### Trama
Su richiesta di Dee Dee, Dexter parte con Koosie per salvare l'immaginario mondo di Kooz dalla distruzione.

## Una famiglia in azione
- Titolo originale: Go, Dexter Family, Go!

### Trama
Dexter viene rapito dagli alieni e tutta la sua famiglia, compresa Dee Dee, deve unire le forze per riportarlo al presente.